# Resolució 2224 del Consell de Seguretat de les Nacions Unides
La Resolució 2224 del Consell de Seguretat de les Nacions Unides fou adoptada per unanimitat el 9 de juny de 2015. El Consell va ampliar el mandat del Panel d'experts crear a la Resolució 1929 (2010) encarregat de supervisar les sancions contra l'Iran per un any més, fins al 9 de juliol de 2016, mentre continuaven les negociacions entre Iran i el P5+1. Alhora, es va demanar al panell que presentés un programa de treball en el termini d'un mes i va demanar als països i altres parts interessades que hi cooperessin.